# IC 67
IC 67 је ознака објекта на координатама са ректансцензијом 1h 0m 17,6s и деклинацијом - 6° 54" 39'. Открио га је Гијом Бигурдан, 21. новембра 1889. Каснијим посматрањима на том положају није уочен никакав астрономски објекат.